# Mervyn Cawston
Mervyn William Cawston (Diss, 4 febbraio 1952) è un ex calciatore inglese, di ruolo  portiere.

## Carriera
Si forma nel Norwich City, in cui giocherà quattro incontri nella Second Division 1970-1971 prima di finire ai margini della rosa e finire numerose volte in prestito. Dopo un prestito al Southend Utd, nell'estate 1975 passa in prestito alla neonata franchigia NASL dei Chicago Sting. Con gli statunitensi non riuscì ad accedere ai playoff per il titolo della stagione 1975.
Dopo un nuovo ritorno senza presenze al Norwich ed un passaggio in prestito al Newport County, nel campionato 1976 torna agli Sting, con cui vince la propria division ma viene eliminato al secondo turno dei playoff contro i futuri campioni del Toronto Metros-Croatia.
Tornato in patria, nel maggio 1976 passa al Gillingham, voluto dal tecnico Gerry Summers per giocare nella Third Division 1976-1977. Nel corso della stagione perse il posto di titolare nei confronti di Ron Hillyard e così accettò il trasferimento per la terza volta agli Sting che lo acquistarono per £8.500. Tornato per la terza volta a Chicago, vi resta per altre due stagioni e raggiungendo gli ottavi dei playoff per il titolo nella North American Soccer League 1978.
Torna in patria nell'agosto 1978 per giocare nuovamente al Southend, con cui vince la Fourth Division 1980-1981, mantenendo la porta inviolata degli Shrimpers in dieci occasioni. Cawston ha giocato in totale con il club di Southend-on-Sea 242 incontri.
Successivamente milita nello Stoke City, con il Chelmsford City e Barking.

## Palmarès
- Fourth Division: 1

Southend Utd: 1980-1981